# Mazda Laputa
O Laputa foi um Kei car produzido pela Mazda entre 1999 e 2006.